# Mike Mohede
Michael Prabawa Mohede (7 de noviembre de 1983-31 de julio de 2016), conocido simplemente como Mike, fue un cantante indonesio y ganador de la segunda temporada de Indonesia Idol. Representó a Indonesia en un evento musical a nivel asiático, perdiendo ante Hady Mirza de Singapur.

## En Indonesian Idol
Mike inició su carrera como cantante, formando parte la Indonesian Idol de segunda temporada. Durante su participación en un concurso de canto, Mike aseguró demostrando su talento a su propio estilo, aunque casi seguro de salir beneficiado a favor de los jueces. Tenía sólo dos veces en la parte inferior, después en la tercera ronda que fue un show espectacular, ubicándose entre los 10 mejores vencedores.

## Ubicación en el Idol Performance
- Top 24: Right Here Waiting por Richard Marx.
- Top 12: Pupus por Dewa 19.
- Top 11: Kamulah Satu-Satunya por Dewa 19.
- Top 10: Bahasa Kalbu por Titi DJ.
- Top 9: Sinaran por Sheila Majid.
- Top 8: Mengejar Matahari por Ari Lasso.
- Top 7: Nada Kasih por Fariz RM.
- Top 6: Crazy Little Thing Called Love por Queen.
- Top 5: Jadikanlah Aku Pacarmu por Sheila on 7.
- Top 5: Unchained Melody por The Righteous Brothers.
- Top 4: Enggak Ngerti por Kahitna.
- Top 4: Roman Picisan por Dewa 19.
- Top 3: Bunda por Melly Goeslaw.
- Top 3: Because of You por Keith Martin.
- Grand Final: Semua Untuk Cinta por Hendy Irvan.
- Grand Final: Bahasa Kalbu por Titi DJ.
- Grand Final: Ketika Kau Menyapa por Marcell Siahaan.

## Discografía

### Álbumes
- 2005 Mike
- 2010 Kemenanganku
- 2011 Tak Seperti Dulu Single

### Otras obras
- 2005 Seri Cinta (Indonesian Idol compilation)